# IHL 1947/48
Die Saison 1947/48 war die dritte reguläre Saison der International Hockey League. Während der regulären Saison bestritten die sechs Teams jeweils 30 Spiele. In den Play-offs setzten sich die Toledo Mercurys durch und gewannen den ersten Turner Cup in ihrer Vereinsgeschichte.

## Teamänderungen
Folgende Änderungen wurden vor Beginn der Saison vorgenommen:
- Die Windsor Spitfires änderten ihren Namen in Windsor Hettche Spitfires.
- Die Toledo Mercurys wurden als Expansionsteam in die Liga aufgenommen

## Reguläre Saison

### Abschlusstabelle
Abkürzungen: GP = Spiele, W = Siege, L = Niederlagen, T = Unentschieden, OTL = Niederlage nach Overtime, GF = Erzielte Tore, GA = Gegentore, Pts = Punkte
|                            | GP | W  | L  | T | GF  | GA  | Pts |
| -------------------------- | -- | -- | -- | - | --- | --- | --- |
| Windsor Hettche Spitfires  | 30 | 19 | 10 | 1 | 151 | 105 | 39  |
| Toledo Mercurys            | 30 | 15 | 10 | 5 | 113 | 98  | 35  |
| Detroit Metal Mouldings    | 30 | 15 | 12 | 3 | 135 | 139 | 33  |
| Detroit Bright’s Goodyears | 30 | 13 | 14 | 3 | 157 | 149 | 29  |
| Detroit Auto Club          | 30 | 13 | 16 | 1 | 161 | 155 | 27  |
| Windsor Staffords          | 30 | 8  | 21 | 1 | 117 | 188 | 17  |

## Turner-Cup-Playoffs
|  | Turner-Cup-Halbfinale | Turner-Cup-Halbfinale      | Turner-Cup-Halbfinale |  |  | Turner-Cup-Finale | Turner-Cup-Finale         | Turner-Cup-Finale |
|  |                       |                            |                       |  |  |                   |                           |                   |
|  |                       |                            |                       |  |  |                   |                           |                   |
|  | 1                     | Windsor Hettche Spitfires  | 2                     |  |  |                   |                           |                   |
|  | 3                     | Detroit Metal Mouldings    | 1                     |  |  |                   |                           |                   |
|  |                       |                            |                       |  |  | 1                 | Windsor Hettche Spitfires | 1                 |
|  |                       |                            |                       |  |  | 2                 | Toledo Mercurys           | 4                 |
|  | 2                     | Toledo Mercurys            | 2                     |  |  |                   |                           |                   |
|  | 4                     | Detroit Bright’s Goodyears | 0                     |  |  |                   |                           |                   |
|  |                       |                            |                       |  |  |                   |                           |                   |

## Vergebene Trophäen

### Mannschaftstrophäen
| Auszeichnung                                          | Team                      |
| ----------------------------------------------------- | ------------------------- |
| Turner Cup Gewinner der IHL-Playoffs                  | Toledo Mercurys           |
| J. P. McGuire Trophy Bestes Team der regulären Saison | Windsor Hettche Spitfires |

### Individuelle Trophäen
| Auszeichnung                                             | Spieler       | Team                       |
| -------------------------------------------------------- | ------------- | -------------------------- |
| James Gatschene Memorial Trophy MVP der regulären Saison | Lyle Dowell   | Detroit Bright’s Goodyears |
| George H. Wilkinson Trophy Bester Scorer                 | Dick Kowcinak | Detroit Auto Club          |